# Danaë (Tochter des Neoptolemos)
Danaë (altgriechisch Δανάη Danáē) ist in der griechischen Mythologie eine Tochter des Neoptolemos und der Leonassa. Väterlicherseits war sie folglich eine Enkelin des Achilleus.
Sie wird einzig bei dem um 200 v. Chr. schreibenden Mythographen Lysimachos genannt, der als Namen der Mutter Leonassa angibt. Üblicherweise heißt die Gemahlin des Neoptolemos hingegen Lanassa.
Danaë war laut Lysimachos Schwester oder Halbschwester des Argos, des Pergamos, des Dorieus, des Pandaros, des Eurymachos, des Eraos und der Troas.  